# (5580) Sharidake
(5580) Sharidake es un asteroide perteneciente al cinturón de asteroides descubierto el 10 de septiembre de 1988 por Kin Endate y el también astrónomo Kazuro Watanabe desde el Observatorio de Kitami, Hokkaidō, Japón.

## Designación y nombre
Designado provisionalmente como 1988 RP1. Fue nombrado Sharidake en homenaje a una montaña ubicada en el este de Hokkaido, de 1545 metros de altura y conocida como "Matterhorn de Japón". Está en el rango de Shiretoko, parte del cinturón volcánico de Chishima.

## Características orbitales
Sharidake está situado a una distancia media del Sol de 2,254 ua, pudiendo alejarse hasta 2,600 ua y acercarse hasta 1,908 ua. Su excentricidad es 0,153 y la inclinación orbital 5,778 grados. Emplea 1236,67 días en completar una órbita alrededor del Sol.

## Características físicas
La magnitud absoluta de Sharidake es 13,8. Tiene 3,767 km de diámetro y su albedo se estima en 0,399. 